# Lista ducilor și principilor de Benevento

## Duci de Benevento
- 571–591: Zotto
- 591–641: Arechis I
- 641–646: Aiulf I
- 646–651: Radoald
- 651–662: Grimoald I (de asemenea rege al longobarzilor, 662-671)
- 662–677: Romuald I
- 677–680: Grimoald al II-lea
- 680–706: Gisulf I
- 706–732: Romuald al II-lea
- 732–733: Audelais
- 733–740: Grigore
- 740–743: Godescalc
- 743–749: Gisulf al II-lea
- 749–758: Liutprand
- 758–774: Arechis al II-lea

## Principi de Benevento
Totodată, și principi de Capua de la 900 la 981. 
- 774–787: Arechis al II-lea
- 787–806: Grimoald al III-lea
- 806–817: Grimoald al IV-lea
- 817–832: Sico I
- 832–839: Sicard
- 839–851: Radelchis I
- 851–854: Radelgar
- 854–878: Adelchis
- 878–881: Guaifer
- 881–884: Radelchis al II-lea (depus)
- 884–890: Aiulf al II-lea
- 890–891: Orso
- 891-895 - stăpânirea bizantină
- 895–897: Guy (de asemenea duce de Spoleto, d. 898)
  - 897: Petru de Benevento (episcop și regent)
- 897–900: Radelchis al II-lea (restaurat)
- 900–910: Atenulf I
  - 901–910: Landulf I, co-principe
- 910–943: Landulf I, co-principe din 901
  - 911–940: Atenulf al II-lea, co-principe
    - 940: Landulf, co-principe

  - 940–943: Landulf al II-lea, co-principe
  - 933–943: Atenulf al III-lea Carinola, co-principe
- 943–961: Landulf al II-lea "cel Roșu", co-principe
  - 943–961: Pandulf I Cap de Fier, co-principe
  - 959–961: Landulf al III-lea, co-principe
- 961–968: Landulf al III-lea, co-principe cu fratele său
- 961–981: Pandulf I Cap de Fier, co-principe cu fratele său (de asemenea duce de Spoleto, principe de Salerno)
  - 968–981: Landulf al IV-lea, co-principe (de asemenea duce de Spoleto, 981-982)
- 981–1014: Pandulf al II-lea
  - 987–1014: Landulf al V-lea, co-principe
- 1014–1033: Landulf al V-lea, co-principe
  - 1012–1033: Pandulf al III-lea, co-principe
- 1033–1050: Pandulf al III-lea, co-principe
  - 1038–1050: Landulf al VI-lea, co-principe

În anul 1050, co-principii longobarzi au fost alungați din oraș de către cetățenii nemulțumiți. În 1051, orașul a fost acordat papei. În 1053, normanzii, care ocupaseră ducatul încă din 1047 (când împăratul Henric al III-lea i-a dat permisiunea în acest sens lui Umfredo de Hauteville), l-au cedat papei, cu care încheiaseră de curând un armistițiu.

## Principi de Benevento sub suzeranitatea papală
Papa și-a numit propriul său rector în Benevento, însă cetățenii i-au chemat înapoi pe vechii principi și, până la 1055, aceștia au domnit din nou, însă ca vasali ai papei.
- 1053–1054: Rudolf, rector
- 1054–1059: Pandulf al III-lea (restaurat)
- 1054–1077: Landulf al VI-lea, co-principe
- 1056–1074: Pandulf al IV-lea

## Principi normanzi de Benevento
- 1078–1081 Robert Guiscard

În continuare, Guiscard a restituit Benevento către papă.